# Markéta Hritzová
Markéta Hritzová (* 25. října 1984, Praha) je česká fotografka žijící v Praze.

## Život
Studuje na Institutu tvůrčí fotografie v Opavě. Ve své volné tvorbě se věnuje především fotografii lidí. Jde většinou o stylizovaný portrét, v němž se snaží reflektovat osobnost fotografovaných, či metaforicky upozorňuje na problémy v naší společnosti. Fotografuje barevně i černobíle, digitálně, na kinofilm i svitek. Prvotní je pro ni nápad-projekt a až podle toho vybírá médium.
V poslední době je to však převážně digitální technologie, která jí dává největší volnost. Nejdůležitější je pro ni vyjádřit obraz tak jak o něm má svou představu, či ztvárnit koncept tak aby bylo jasné oč jde. Důležité je tedy dostat se k cíli, obrazu který bude nějakým způsobem působit a vyjadřovat myšlenku a to jak se k němu dostat je druhotné. Často je to právě fotomontáž co posunuje fotografii z reálné sféry do sféry imaginativní (abstraktní) metaforické.

## Citát
| „                  | Pro mne osobně je fotografie vášní světla a stínu, studií jejich vzájemných vztahů. Cestou k poznání a objevování věcí třeba i na první pohled nepodstatných a obyčejných. Je procesem, který krůček po krůčku odhaluje a obnažuje realitu a může nám dát poznat to co je pod povrchem věcí | “ |
| — Markéta Hritzová | |   |

## Výstavy
- 2005 Krajiny duše – Škabetka bar, Praha
- 2006 Bdění – Cross club, Praha
- 2006 14 studentů ITF – Atmosphere (art galery + galerie české plastiky), Praha
- 2006 člověk v krajině – Holany
- 2006 14 studentů ITF – galerie Solnice, České Budějovice
- 2006 Absolventi – Foma Bohemia, Hradec Králové
- 2006 Spojitosti – Muzeum SNP, Banská Bystrica
- 2007 Tělo jako nástroj – galerie Kritiků, Praha
- 2007 Mladí čeští fotografové – galerie Prospektus, Vilnius
- 2007 Tělesnosti – Foma Bohemia, Hradec Králové[2]
- 2007 ITF – české centrum, Bratislava
- 2007 Czech Start – Brot Fabrik, Berlín
- 2008 Individuality – festival Sarajevo Winter, Sarajevo